# Museu da Loucura
O Museu da Loucura fica localizado em Barbacena, Minas Gerais. Em uma ala do Hospital Colônia de Barbacena, o museu traça uma linha do tempo sobre a luta antimanicomial no Brasil.  O museu da loucura recebe aproximadamente 20.000 visitantes por ano. 
O Museu da Loucura foi inaugurado no dia 16 de agosto de 1996 “para resgatar a memória da Assistência Psiquiátrica em Minas Gerais”, segundo Mônica Quiroga (SAA/SE/MS). Foi o primeiro museu com esse tipo de temática no Brasil e “objetiva promover reflexões sobre o tema loucura, com uma abordagem desmistificadora.” Foi o primeiro museu do gênero no país.